# 大来大楼

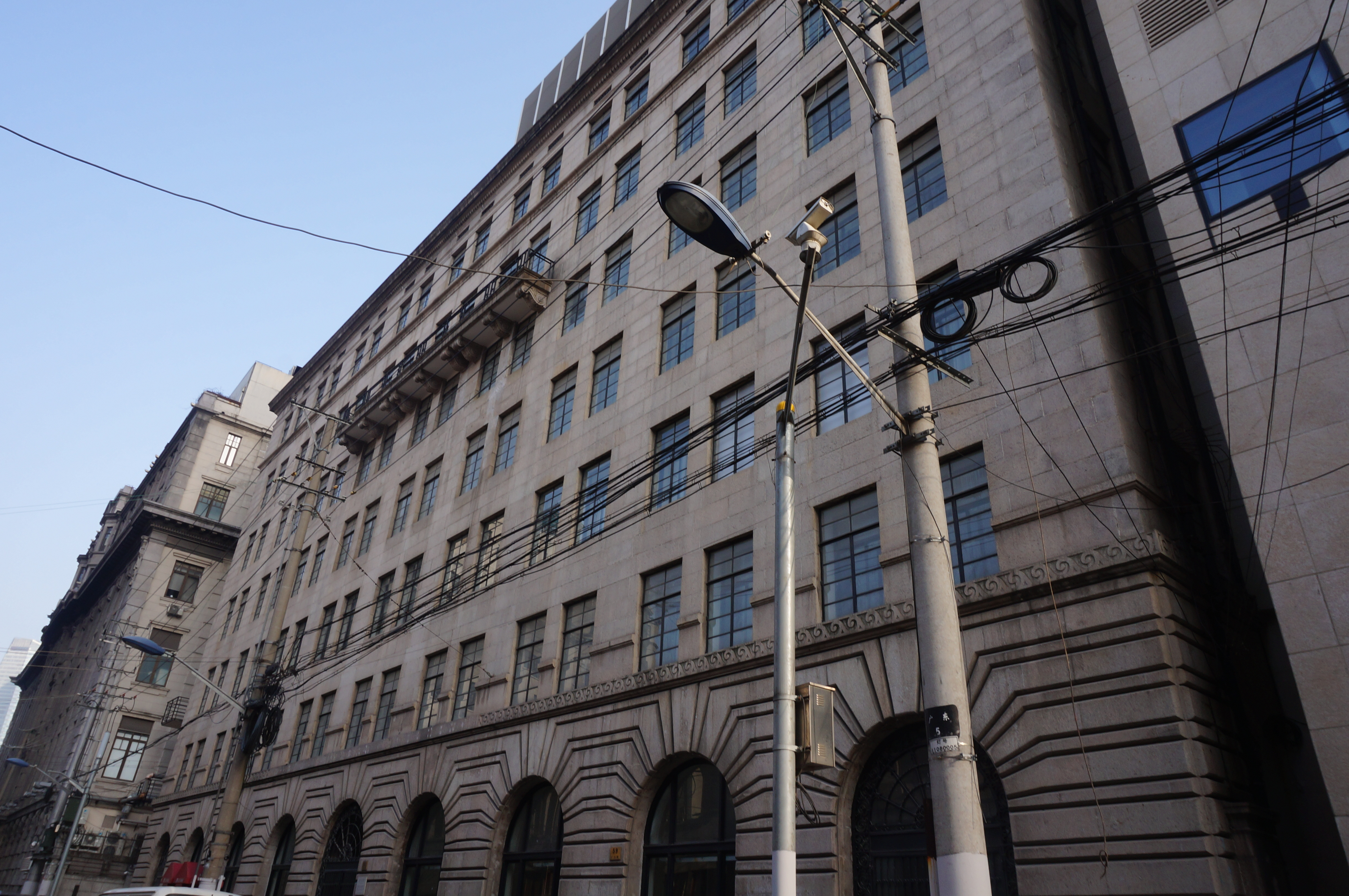
大来大楼

大来大楼是中国上海的一座历史建筑，原为美国大来轮船公司（Robert Dollar & Co.），位于今黄浦区广东路51-59号，坐南朝北，靠近外滩。该建筑建于1920-1921年，由公和洋行设计，8层钢筋混凝土建筑，外墙花岗岩贴面。该建筑现为锦江集团办公楼。
1994年，该建筑已被列为第二批上海市优秀历史建筑，编号A-Ⅲ-032。